# Герб Амгинского улуса
Герб муниципального образования «Амги́нский улу́с (райо́н)» Республики Саха (Якутия) Российской Федерации
Герб утверждён решением Амгинского улусного Собрания депутатов № 78 от 12 ноября 2004 года
Герб внесён в Государственный геральдический регистр Российской Федерации под регистрационным номером № 1696.

## Описание герба
« В лазоревом поле венок из двух золотых пшеничных колосьев, из соединения которых вырастает червлёная, с золотой сердцевиной, лилия (сардана) на зелёном стебле, тонко окаймлённом золотом. Во главе семь серебряных дугообразно расположенных якутских алмазов (фигуры в виде поставленных на угол квадратов, каждый из которых расторгнут на шесть частей: накрест и наподобие двух сходящихся по сторонам стропил)».

## Описание символики герба
Лазоревый цвет поля щита символизирует кристально чистую воду реки Амга. Лилия (сардана) — символ экологической чистоты и красоты природы Амгинского улуса. Колосья пшеницы означают сельскохозяйственную направленность экономики улуса, богатства и плодородие земли.
Алмазы в особой стилизации, аналогичной их стилизации в Государственном гербе Республики Саха (Якутия), обозначают административно-территориальную принадлежность муниципального образования к Республике Саха (Якутия).
Авторы герба: идея: Нестерев Степан Дмитриевич (с. Бетюнь), компьютерный дизайн и доработка - Матвеев Артур Матвеевич (г. Якутск).